# آوت بارسقیان
آوت وارتگسی بارسقیان (ارمنی: Ավետ Վարդգեսի Բարսեղյան؛ زادهٔ ۲۳ ژوئیهٔ ۱۹۸۰) ترانه‌سرا و مجری تلویزیون اهل ارمنستان است که همراه با گوهار گاسپاریان مجری مسابقه آواز یوروویژن نوجوانان ۲۰۱۱ در ایروان، ارمنستان بودند. وی از سال ۲۰۰۱ میلادی تا کنون فعالیت می‌کند.
بارسقیان همچنین چندین ترانه ارمنستان را برای مسابقه آواز یوروویژن و مسابقه آواز یوروویژن نوجوانان را نگاشته است وی همچنین از سال ۲۰۱۵ مفسر این کشور بوده است. وی میزبان فصل سوم نسخه ارمنی ایکس فاکتور بود.

## زندگی‌نامه
در ۲۳ ژوئیهٔ ۱۹۸۰ در ایروان به دنیا آمد و از دانشگاه دولتی علوم پرورشی خاچاطور آبوویان ارمنستان فارغ‌التحصیل شد. وی همچنین برنده جوایزی همچون چهره فرهنگی شایسته جمهوری ارمنستان (۲۰۱۶) شده است.